# BYC II
El Barrack Young Controllers II fue un equipo de fútbol de Liberia que jugó en la Primera División de Liberia, la segunda liga de fútbol más importante del país.

## Historia
Fue fundado en el año 1997 en la capital Monrovia como un equipo filial del BYC FC, por lo que no podía jugar en la Premier League de Liberia, aunque ganó dos títulos de copa en su historia, siendo el primer equipo reserva en conseguirlo.
A nivel internacional clasificó para su primer torneo continental en la Copa Confederación de la CAF 2013, donde fue eliminado en la Primera ronda por el Azam FC de Tanzania, siendo el primer equipo filial en África en clasificar a un torneo continental.
El club desaparecío al finalizar la temporada 2020/21, siendo reemplazado por el Invincible Eleven en la Premier League de Liberia.

## Palmarés
- Copa de Liberia: 2

2012, 2015
- Supercopa de Liberia: 1

2015

## Participación en competiciones de la CAF
| Temporada | Torneo                       | Ronda      | Club             | Casa | Visita | Global |
| --------- | ---------------------------- | ---------- | ---------------- | ---- | ------ | ------ |
| 2013      | Copa Confederación de la CAF | Preliminar | FC Johansen      | 1-0  | 0-0    | 1-0    |
| 2013      | Copa Confederación de la CAF | 1          | Azam FC          | 1-2  | 0-0    | 1-2    |
| 2016      | Copa Confederación de la CAF | 1          | Kawkab Marrakech | 2-0  | 0-3    | 2-3    |